# Nadeshiko Kinomoto
 (février 2025).
Si vous disposez d'ouvrages ou d'articles de référence ou si vous connaissez des sites web de qualité traitant du thème abordé ici, merci de compléter l'article en donnant les références utiles à sa vérifiabilité et en les liant à la section « Notes et références ».
Nadeshiko Kinomoto (木之本 撫子, Kinomoto Nadeshiko) est un personnage fictif de l'anime et du manga de Cardcaptor Sakura, créée par CLAMP. Elle est aussi connue sous le nom de Natasha Avalon dans l'adaptation anglaise Cardcaptors. Dans l'adaptation française, c'est Nathalie Gauthier.

## Rôle et caractère
Nadeshiko est la mère de Sakura Kinomoto et de Toya Kinomoto, (Thomas en français). Son mari, Fujitaka Kinomoto (Dominique en français). Nadeshiko n'apparaît qu'en mémoire et en esprit dans la série, puisqu'elle est morte à l'âge de 27 ans lorsque Sakura n'en avait que 3 ans. Cependant, elle est fréquemment remémorée, sa famille continue de l'aimer et de la respecter. Fujitaka garde un souvenir de sa femme en plaçant une photo d'elle sur la table de cuisine et en la changeant chaque jour. Sakura lui dit bonjour chaque matin.
Nadeshiko fait une apparition à la fin de l'épisode 39 quand Sakura se remet d'une fièvre. Lorsque Sakura est à moitié endormie, Nadeshiko apparaît en fantôme et place sa main sur le front de sa fille, ce qui semble réduire la température de la fièvre. À ce moment, Toya est dans la chambre de Sakura et il est témoin de l'évènement grâce à ses pouvoirs qui lui permettent de voir sa mère. Sakura montre qu'elle est capable de sentir sa mère, mais elle ne la voit pas aussi bien que Toya.
Une des mémoires de Toya de sa mère est quand elle lui a appris à jouer du piano à la maison. Dans l'épisode 54, pendant que Toya joue au piano à l'école, il se souvient du moment où sa mère lui a enseigné à jouer. Il était assis à côté d'elle et il la regardait jouer tout en suivant ses exemples.
À l'école secondaire, Nadeshiko était une étudiante de Fujitaka Kinomoto (ce dernier enseignait depuis un an) et elle travaillait comme mannequin. Elle s'est mariée avec lui à 16 ans, causant le mécontentement de ses proches, plus spécialement de sa cousine Sonomi Daidouji (Samantha Taylor) et de son grand-père Masaaki.
Nadeshiko est admirée par Sonomi qui l'aimait énormément à l'école secondaire, mais s'est souvent disputé avec Nadeshiko quand elle s'est mariée avec Fujitaka. Sonomi continue à ne pas aimer Fujitaka dans le jour présent pour cette raison, mais elle va avouer qu'elle ne peut pas complètement le détester, car son optimiste constant et sa générosité lui montrent clairement pourquoi Nadeshiko l'aimait tant.

## Statistiques
- Anniversaire: 20 mai[2]
- Occupation: Mannequin[2]
- Nourriture préférée: Sucreries, thé[2]
- Nourriture détestée: Aucune
- Chose préférée: La lumière chaleureuse du Soleil
- Couleur préférée: Blanc[2]
- Fleurs préférées: Lierre, fleur de pêche, fleur de cerisier[2]
- Point faible: Se souvenir des noms de personne et de leur visage
- Membres de sa famille: Sakura Kinomoto, Toya Kinomoto, et Fujitaka Kinomoto[2]
- Passion: Dormir[2]